# Дитятино (Смоленская область)
Дитятино — деревня в Гагаринском районе Смоленской области России. Входит в состав Мальцевского сельского поселения. Население — 8 жителей (2007). 
Расположена в северо-восточной части области в 15 км к юго-востоку от Гагарина, в 4 км севернее автодороги М1 «Беларусь». В 2 км восточнее деревни расположена железнодорожная станция Батюшково на линии Москва — Минск. 

## История
В годы Великой Отечественной войны деревня была оккупирована гитлеровскими войсками в октябре 1941 года, освобождена в марте 1943 года. 